# Anthophora excisa
Anthophora excisa är en biart som beskrevs av Morawitz 1894. Anthophora excisa ingår i släktet pälsbin, och familjen långtungebin. Inga underarter finns listade i Catalogue of Life.